# 人として軸がぶれている
「人として軸がぶれている」（ひととしてじくがぶれている ）は、大槻ケンヂと絶望少女達の楽曲。同ユニットのシングルとして2007年8月22日にスターチャイルドから発売された。制作は大槻が作詞、作曲をNARASAKIが行なって完成された。

## 解説
本曲はテレビアニメ『さよなら絶望先生』第一期のオープニングテーマおよび収録されたシングルのタイトル。ロックシンガーの大槻ケンヂと同アニメの出演声優5人（絶望少女達）がコラボレーションした曲。作詞はカップリング曲の「強引niマイYeah〜」はサブオープニングとなっている。こちらの曲では大槻は歌っておらず、アニメに出演した声優が歌手として歌っているのみとなっている。初回盤は、第一話のエンドカード（画：藤田和日郎）が封入。ジャケットは総作画監督の守岡英行が描いている。
「人として軸がぶれている」の演奏は、大槻が率いるバンド・特撮のメンバーが担当している。また作曲のNARASAKIも特撮のメンバー、作詞は大槻自身が担当していることから、特撮の楽曲に声優陣がゲストボーカルとして参加しているような曲と捉えることもできる。
2019年3月1日には、ソニー・ミュージックエンタテインメントのアニメソング人気投票キャンペーン「平成アニソン大賞」において企画賞（2000年 - 2009年）に選出された。

## 「さよなら絶望先生」のOPアニメに関する解説
「さよなら絶望先生」のOPアニメにおいて、仏像が登場するシーンが存在する。このシーンには、結局男は永遠に女の手のひらで踊らされているという意味が込められている。なおアニメ化以前に、原作漫画の単行本巻末において原作者の久米田康治がOP案を示していた。彼のコンテでは、OPの最後に主人公の糸色望が死亡してしまう描写がされていた。しかし実際のOPにおいては、この部分は、この漫画の登場人物の風浦可符香へ胎内回帰することを示唆する演出が取られることとなった。

## 収録曲
1. 人として軸がぶれている
歌：大槻ケンヂと絶望少女達[メンバー 1]
作詞：大槻ケンヂ、作曲・編曲：NARASAKI、演奏：特撮（ギター：NARASAKI、ピアノ：三柴理、ドラムス：ARIMASTU、ベース：高橋竜）
テレビアニメ『さよなら絶望先生』オープニングテーマ
2. 強引niマイYeah〜
歌：絶望少女達[メンバー 2]
作詞：村野直球、作曲・編曲：川田瑠夏
ギター：宅見将典、トランペット：エリック宮城、トロンボーン：中川英二郎、サックス：近藤和彦
テレビアニメ『さよなら絶望先生』第10話・第11話オープニングテーマ
3. 人として軸がぶれている（歌無し）
4. 強引niマイYeah〜（歌無し）

### ユニットメンバー
1. ↑  風浦可符香（野中藍）、木津千里（井上麻里奈）、木村カエレ（小林ゆう）、関内・マリア・太郎（沢城みゆき）、日塔奈美（新谷良子）
2. ↑  風浦可符香（野中藍）、木津千里（井上麻里奈）、木村カエレ（小林ゆう）、日塔奈美（新谷良子）